# Judit Magos
Judit Magos (Boedapest, 19 februari 1951 - 18 oktober 2018) was een Hongaars tafeltennisster. Ze werd in 1974 en 1978 Europees kampioene enkelspel, nadat ze in 1973 haar eerste finale om een internationale enkelspeltitel verloor tijdens de Europa Top-12.

## Loopbaan
Magos nam het in de finale van de Europa Top-12 van 1973 op tegen haar landgenote Beatrix Kisházi, maar kon niet voorkomen dat die haar derde titel op rij won. Een jaar later was brons het hoogst haalbare, nadat ze de halve finale niet doorkwam. Dat jaar kwam toch voor het eerst goud op Magos' erelijst in het enkelspel na het winnen van het EK, nadat ze in de finale won van Ann-Christin Hellman. Dat jaar prolongeerde ze eveneens de dubbelspeltitel die ze twee jaar eerder won. Beide dubbelspeltitels haalde ze samen met landgenote Henriette Lotaller.
Magos speelde voor Hongarije op in totaal acht WK's, tien Europa Top-12 toernooien en vijf EK's. In clubverband kwam ze onder meer uit voor Statisztika Budapest (waarmee ze in 1980 de European Club Cup of Champions won) in haar vaderland en voor ATSV Saarbrücken in de Duitse Bundesliga. Ze trouwde in 1988 met haar tweede man Peter Engel (Dui), met wie ze in Barcelona een tafeltennisschool begon. Magos was eerder getrouwd met de Hongaarse balletdanser Ferencz Havas.

## Erelijst
Belangrijkste resultaten:
- Europees kampioene enkelspel 1974 en 1978
- Europees kampioene dubbelspel 1972 en 1974 (beide met Henriette Lotaller), zilver in 1978 (met Gabriella Szabó)
- Winnares EK-landenploegen 1972 en 1978, zilver in 1974 en 1980
- Zilver Europa Top-12 1973, brons in 1974
- Laatste zestien op het wereldkampioenschap 1979